# Erfrecht (België)
Het Belgisch erfrecht is een rechtstak binnen het vermogensrecht van het Belgisch burgerlijk recht die de juridische overgang van nalatenschappen bij overlijden regelt, de vererving, het stamt uit de tijd van Napoleon. Het is in 2003 veranderd, waarbij vooral de rechten bij erfopvolging van de langstlevende echtgenoot werden herzien, het is per september 2018 ingrijpend veranderd met als nieuwe mogelijkheid het sluiten van een erfovereenkomst over een nog niet opengevallen nalatenschap. Het erfrecht is opgenomen in Titel 1 van Boek 4 van het Belgisch Burgerlijk Wetboek, dat de artikelen 4.1 tot 4.131 BW omvat. Een overgangswet regelt hoe er moet worden omgegaan met testamenten die vóór de herzieningen zijn opgesteld.
Het erfrecht in Nederland is oveneens geregeld in Boek 4 van het Burgerlijk Wetboek maar verschilt inhoudelijk wezenlijk van het Belgische, mede omdat het Nederlands ontwerp uit de 1950er jaren stamt en dat van België uit 2016.

## Erfgerechtigdheid

### Erfgerechtigden en erfgenamen
Nalatenschappen vallen open door het overlijden (art. 4.1 BW). De personen die vervolgens tot deze nalatenschap worden geroepen, noemt men erfgerechtigden. Erfgerechtigden worden enerzijds aangeduid door de wet, in de bepalingen omtrent de wettelijke devolutie, en anderzijds door de erflater, in een testament (art. 4.2, eerste lid BW). Door de aanvaarding van de nalatenschap (hetzij zuiver, hetzij onder voorrecht van boedelbeschrijving) neemt de erfgerechtigde de hoedanigheid aan van erfgenaam, of erfopvolger (art. 4.2, tweede lid BW).

### Bestaan en overleving
Om erfgerechtigd te zijn, moet men voldoen aan de bestaansvoorwaarde en de overlevingsvoorwaarde.
De bestaansvoorwaarde houdt in dat men, om erfgerechtigd te zijn, moet bestaan op het ogenblik dat de nalatenschap openvalt. Om te voldoen aan deze voorwaarde is het voldoende dat men verwekt is op het ogenblik dat de nalatenschap openvalt, op voorwaarde dat men nadien levensvatbaar wordt geboren (art. 4.4 BW). Dit is een toepassing van de infans conceptus-regel.
De overlevingsvoorwaarde houdt in dat men, om erfgerechtigd te zijn, de erflater moet overleven (art. 4.5, eerste lid BW). Als de precieze volgorde waarin twee of meer personen zijn overleden niet kan worden bepaald, worden die personen geacht gelijktijdig te zijn overleden. Bijgevolg zijn zij niet erfgerechtigd in elkaars nalatenschap (art. 4.5, tweede lid BW). Als een belanghebbende ten gevolge van omstandigheden die hem niet kunnen worden toegerekend, moeilijkheden ondervindt bij het bewijs van de volgorde van de overlijdens, kan de rechter hem een of meer malen uitstel verlenen, voor zover redelijkerwijs mag worden aangenomen dat het bewijs binnen de termijn van het uitstel kan worden geleverd (art. 4.5, derde lid BW).

### Onwaardigheid om te erven
In bepaalde gevallen worden de daders, mededaders en medeplichtigen uitgesloten van de nalatenschap van hun slachtoffer. Zulks heet de onwaardigheid om te erven (art. 4.6 tot 4.9 BW). De wet maakt een onderscheid tussen automatische (art. 4.6, §1, 1° en 2° BW) en facultatieve (art. 4.6, §1, 3° BW) onwaardigheidsgronden. De automatische onwaardigheidsgronden zijn hoofdzakelijk gelieerd met levensdelicten. Is de onwaardigheid facultatief, dan kan de erflater de onwaardige per testament vergiffenis schenken (art. 4.7 BW).
De onwaardige wordt geacht nooit enig recht in de nalatenschap te hebben gehad (art. 4.8 BW). De kinderen van de onwaardige zijn zelf niet onwaardig door de schuld van hun ouder. Ze kunnen bij plaatsvervulling tot de nalatenschap komen (art. 4.9, eerste lid BW).

## Wettelijke erfopvolging

### Uitgangspunten

#### Erfrechtelijke roeping
De nalatenschappen komen toe aan de kinderen en afstammelingen van de erflater, aan zijn noch uit de echt noch van tafel en bed gescheiden echtgenoot, aan zijn verwanten in de opgaande lijn, aan zijn verwanten in de zijlijn, en aan zijn wettelijk samenwonende binnen de grenzen van de rechten die hem zijn toegekend (art. 4.10, §1 BW).
Bij gewone adoptie behouden de geadopteerde en zijn afstammelingen al hun erfrechten in hun oorspronkelijke familie. Ze verkrijgen op de nalatenschap van de adoptant of adoptanten dezelfde rechten als een kind of zijn afstammelingen daarop zouden hebben, maar verkrijgen geen enkel recht op de nalatenschap van de verwanten van de adoptant of adoptanten (art. 4.12 BW).

#### Ordes, lijnen en graden
De wet deelt de erfrechtelijke roepingen op in vier ordes (art. 4.10, §2 BW):
- de eerste erfrechtelijke orde, die wordt gevormd door de afstammelingen van de erflater;
- de tweede erfrechtelijke orde, die wordt gevormd door de nauwe zijverwanten en eventueel de vader en de moeder van de erflater;
- de derde erfrechtelijke orde, die wordt gevormd door de ascendenten van de erflater;
- en de vierde erfrechtelijke orde, die wordt gevormd door de gewone zijverwanten tot in de vierde graad.

De nalatenschap vererft in de rechte lijn als de erfopvolging plaatsvindt tussen personen die van elkaar afstammen (art. 4.11, §1 BW). Zij vererft in de zijlijn als de erfopvolging plaatsvindt tussen personen die niet van elkaar, maar van een gemeenschappelijke voorouder afstammen. Men maakt daarbij een onderscheid tussen enerzijds de broers en zussen en hun afstammelingen, die men nauwe zijverwanten noemt, en de overige verwanten, die men de gewone zijverwanten noemt (art. 4.11, §2 BW).
De afstand in verwantschap wordt bepaald door het aantal generaties. Elke generatie wordt een graad genoemd (art. 4.11, §3 BW). Een kind staat bijvoorbeeld in de eerste graad tegenover zijn vader of moeder. Een broer en een zus staan tegenover elkaar in de tweede graad (art. 4.11, §4 en §5 BW). Verwanten van verder dan de vierde graad erven niet, behalve indien zij bij plaatsvervulling geroepen worden (art. 4.11, §6 BW).

#### Plaatsvervulling
Is een afstammeling vooroverleden, gelijktijdig overleden, onwaardig om te erven, of heeft die de nalatenschap verworpen, dan nemen de afstammelingen van deze erfgerechtigde zijn plaats in. Zij worden dan in zijn graad tot de nalatenschap geroepen. Men kan de plaats vervullen van hem wiens nalatenschap men verworpen heeft (art. 4.13 BW). Als er sprake is van plaatsvervulling, dan gebeurt de verdeling bij staken (art. 4.15, tweede lid BW).
In de rechte neerdalende lijn is er plaatsvervulling tot in het oneindige. In de zijlijn is er tevens plaatsvervulling, maar enkel ten voordele van de afstammelingen van broers en zussen, ooms en tantes van de erflater. Er is geen plaatsvervulling in de rechte opgaande lijn of ten voordele van de afstammelingen van de echtgenoot of van de wettelijk samenwonende (art. 4.14 BW).

### Afstammelingen
Nalatenschappen komen in beginsel toe aan de afstammelingen van de erflater. Bijgevolg erven de kinderen of hun afstammelingen van hun ouders, hun grootouders of hun verdere verwanten in de opgaande lijn. Het speelt daarbij geen rol of zij allen dezelfde ouders hebben. De wijze waarop hun afstamming is vastgesteld, speelt eveneens geen rol (art. 4.16, eerste lid BW).
De nalatenschap komt toe aan de afstammelingen die in de dichtste graad staan. Als elke afstammeling in eerste graad staan en uit eigen hoofde tot de nalatenschap komt, dan erven zij elk een gelijk deel en per hoofd. Als er minstens één erfgenamen niet uit eigen hoofde, maar bij plaatsvervulling tot de nalatenschap komt, dan erven zij bij staken (art. 4.16, tweede lid BW).

### Langstlevende echtgenoot

#### Erfrechten
De erfrechtelijke aanspraken van de langstlevende echtgenoot verschillen afhankelijk van wie er naast de langstlevende echtgenoot bijkomend tot de nalatenschap komt. Als de erflater afstammelingen, geadopteerde kinderen of afstammelingen van deze nalaat, erft de langstlevende echtgenoot het vruchtgebruik van de gehele nalatenschap (art. 4.17, §1 BW). Als de erflater daarentegen verwanten in de opgaande lijn of nauwe zijverwsanten nalaat, erft de langstlevende (art. 4.17, §2 BW):
- de volle eigendom van het deel van de eerststervende in het gemeenschappelijk vermogen en in het vermogen dat exclusief tussen de echtgenoten in onverdeeldheid is;
- het vruchtgebruik van de overige goederen van diens eigen vermogen;
- en het vruchtgebruik op de goederen onderworpen aan het recht van wettelijke terugkeer, tenzij dit in de schenkingsakte of het testament werd uitgesloten.

Als de erflater andere erfgenamen of geen erfgenamen nalaat, erft de langstlevende echtgenoot de volle eigendom van de gehele nalatenschap (art. 4.17, §3 BW).

#### Vruchtgebruik op geschonken goederen
Onder bepaalde voorwaarden erft de langstlevende echtgenoot het vruchtgebruik op de goederen die de vooroverleden echtgenoot geschonken heeft onder voorbehoud van vruchtgebruik. Daartoe is evenwel vereist dat de echtgenoten reeds gehuwd waren op het moment van de schenking, en dat de vooroverleden echtgenoot-schenker het vruchtgebruik genoot tot aan zijn overlijden (art. 4.18, eerste lid BW).
Deze regels worden versoepeld als het gaat om schenkingen met voorbehoud van vruchtgebruik van de voornaamste gezinswoning en het daarin aanwezige huisraad. In die gevallen is het immers niet vereist dat de echtgenoten reeds gehuwd waren op het moment van de schenking, maar kan het volstaan dat zij op dat ogenblik wettelijk samenwonend waren  (art. 4.18, tweede lid BW).
In beide gevallen kan de langstlevende echtgenoot afstand doen van deze erfrechten. Zolang de schenker nog in leven is, moet deze afstand echter gebeuren in een erfovereenkomst (art. 4.18, derde lid BW).
Als de vooroverleden echtgenoot geen eigenaar was van de gezinswoning, maar deze woning huurde, dan erft de langstlevende met uitsluiting van alle andere erfgenamen het recht op de huur van de gezinswoning (art. 4.20 BW).

#### Rechten van de blote eigenaars
Als de langstlevende echtgenoot over bepaalde goederen het vruchtgebruik verkrijgt, kan de blote eigenaar eisen dat er een boedelbeschrijving wordt gemaakt van de roerende goederen, een staat wordt gemaakte van de onroerende goederen, en dat de geldsommen worden belegd (art. 4.21 BW).

### Langstlevende wettelijk samenwonende
De erfrechten van de langstlevende wettelijk samenwonende zijn beperkter dan die van de langstlevende echtgenoot. De langstlevende wettelijk samenwonende erft immers het vruchtgebruik op de voornaamste gezinswoning en het daarin aanwezige huisraad (art. 4.23, §1, eerste lid BW). Dit recht geldt ook als de gezinswoning onderworpen is aan het recht van wettelijke terugkeer (art. 4.23, §1, tweede lid BW).
Dit recht geldt eveneens als de vooroverleden wettelijke samenwonende de gezinswoning en het huisraad had geschonken met voorbehoud van vruchtgebruik, voor men reeds wettelijk samenwonend was op het moment van de schenking, en dat de vooroverleden wettelijk samenwonende-schenker het vruchtgebruik genoot tot aan zijn overlijden (art. 4.23, §2, tweede lid BW). Net zoals de langstlevende echtgenoot kan ook de langstlevende wettelijk samenwonende afstand doen van dit recht, al dient dit te gebeuren in een erfovereenkomst zolang de schenker nog in leven is (art. 4.23, §2, tweede lid BW).
Als de vooroverleden wettelijk samenwonende geen eigenaar was van de gezinswoning, maar deze woning huurde, dan erft de langstlevende met uitsluiting van alle andere erfgenamen het recht op de huur van de gezinswoning (art. 4.20 BW).
Om de gelijkheid van de erfgenamen niet te fnuiken, geniet men in de hoedanigheid van langstlevende wettelijk samenwonende geen erfrechten als men tevens afstammeling is van de vooroverleden wettelijk samenwonende (art. 4.23, §4 BW).

### Recht van wettelijke terugkeer
In bepaalde gevallen keren geschonken en/of geërfde goederen die zich in de nalatenschap van de erflater bevinden terug naar de vorige eigenaar. Er bestaat een recht van wettelijke terugkeer ten voordele van ascendenten (art. 4.24 BW) en een recht van wettelijke terugkeer na gewone adoptie (art. 4.25 BW).

### Ouders en nauwe zijverwanten
Als de erflater geen afstammelingen heeft nagelaten, komen zijn nauwe zijverwanten (broers, zussen, ooms, tantes en hun afstammelingen) tot de nalatenschap. Als de vader of de moeder van de erflater nog in leven is, komen ook zij in die situatie tot de nalatenschap (art. 4.26, eerste lid BW).
Als de erflater in die gevallen een langstlevende echtgenoot nalaat, dan zijn de erfrechtelijke aanspraken van de ascendenten en nauwe zijverwanten beperkt tot het vruchtgebruik op diens eigen vermogen, met uitzondering van de exclusieve onverdeeldheden (art. 4.26, tweede lid, samen gelezen met art. 4.17, §2, 2° BW).
Laat de erflater nauwe zijverwanten na en zijn de beide ouders van de erflater nog in leven, dan wordt de nalatenschap in twee helften gesplitst. De ene helft komt toe aan de ouders, elk voor een gelijk deel. De andere helft komt toe aan de nauwe zijverwanten (art. 4.26, derde lid BW). Is nog slechts een ouder in leven, dan wordt het deel dat de vooroverleden ouder zou hebben geërfd, bij het deel van de nauwe zijverwanten gevoegd (art. 4.26, vierde lid BW). Zijn beide ouders vooroverleden, dan komt de nalatenschap uitsluitend toe aan de nauwe zijverwanten, met uitsluiting van de overige ascendenten en zijverwanten (art. 4.26, vijfde lid BW).
De broers en zussen hebben in principe elk recht op een gelijk deel (art. 4.27, tweede lid BW). Is een broer of zus vooroverleden, dan treedt er plaatsvervulling in ten voordele van de neven en nichten (art. 4.27, eerste lid, samen gelezen met 4.14, derde lid BW). Hebben de broers en zussen slechts één gemeenschappelijke ouder (halfbroers en -zussen), dan wordt de nalatenschap in helften verdeeld over de vaderlijke lijn en de moederlijke lijn. Volle broers en zussen erven in beide lijnen, halfbroers en halfzussen slechts in de lijn van hun gemeenschappelijke ouder. Als er enkel broers of zussen zijn in één lijn, dan erven zij alles, met uitsluiting van alle andere verwanten van de andere lijn (art. 4.27, derde lid BW).

### Verwanten in rechte opgaande lijn en gewone zijverwanten
Als de erflater geen afstammelingen of nauwe zijverwanten heeft nagelaten, dan wordt de nalatenschap in helften verdeeld over de vaderlijke lijn en de moederlijke lijn. Dit noemt men kloving (art. 4.28, eerste lid BW).

#### Verwanten in rechte opgaande lijn
Zijn er in beide lijnen nog verwanten in de opgaande lijn in leven (ouders, grootouders enz.), dan erft in elke zijn de verwant die in de dichtste graad tot de erflater staat (art. 4.29, §1 BW). Als er in één lijn nog verwanten in opgaande lijn in leven zijn, maar de erflater ook een echtgenoot nalaat, vindt er geen kloving plaats, maar komen alleen de verwanten in opgaande lijn en de echtgenoot tot de nalatenschap (art. 4.29, §2 BW). Laat de erflater in beide gevallen ook een echtgenoot na, dan zijn de erfrechtelijke aanspraken van de verwanten echter beperkt tot het vruchtgebruik op het eigen vermogen van de erflater, met uitzondering van de exclusieve onverdeeldheden (art. 4.29, §3, samen gelezen met art. 4.17, §2, 2° BW).
Als er in één lijn nog verwanten in opgaande lijn in leven zijn, zonder dat de erflater een echtgenoot nalaat, vindt de kloving wel plaats. De overlevende vader of moeder erft in dat geval bijkomend het vruchtgebruik van het derde gedeelte van de goederen die hij of zij niet in eigendom erft (art. 4.29, §4 BW).

#### Gewone zijverwanten
Gewone zijverwanten komen niet tot de nalatenschap als de erflater een langstlevende echtgenoot nalaat (art. 4.30, eerste lid, samen gelezen met art. 4.17, derde lid BW).
Als er in één lijn nog verwanten in opgaande lijn in leven zijn, komt na kloving de ene helft toe aan die verwanten in opgaande lijn (art. 4.29, §4 BW), en komt de andere helft toe aan de gewone zijverwanten in de andere lijn (art. 4.30, tweede lid BW). Zijn er geen verwanten in opgaande lijn in leven, dan wordt de nalatenschap in biede lijnen toegewezen aan de gewone zijverwanten die in de dichtste graad tot de erflater staan (art. 4.30, derde lid BW). Als er in één lijn meerdere gewone zijverwanten van dezelfde graad samen opkomen, dan hebben ze elf recht op een gelijk deel, behoudens wanneer er plaatsvervulling zou plaatsvinden (art. 4.30, vierde lid BW).
Zijn er in de ene lijn geen verwanten in erfelijke graad, dan erven de verwanten van de andere lijn de gehele nalatenschap (art. 28, derde lid BW).

### Gewone adoptie
Bij gewone adoptie vindt eerst de eventuele wettelijke terugkeer plaats (art. 4.25 BW), waarna de overige goederen in helften verdeeld tussen de oorspronkelijke en de adoptieve familie (art. 4.31, eerste lid BW).
In de oorspronkelijke familie vererft de ene helft van de nalatenschap volgens de principes van de wettelijke erfopvolging  (art. 4.31, derde lid BW).
In de adoptieve familie komt de andere helft van de nalatenschap uitsluitend toe aan de adoptant, of bij helften aan ieder van de adoptanten, of aan hun afstammelingen, zonder afbreuk te doen aan de rechten van de overlevende echtgenoot of van de langstlevende wettelijk samenwonende. Indien een van de adoptanten overleden is zonder afstammelingen achter te laten, erven de andere adoptant of zijn afstammelingen deze helft van de nalatenschap (art. 4.31, derde lid BW).
Indien in een van deze families niemand tot de helft van de nalatenschap geroepen is, of de erfgenamen allen de nalatenschap verwerpen, komen alle overige goederen van de geadopteerde aan de andere familie toe (art. 4.31, vierde lid BW).

### Belgische Staat
Bij gebreke van erfgenamen is de nalatenschap erfloos en vervalt deze aan de Staat, zonder evenwel afbreuk te doen aan de rechten van de openbare centra voor maatschappelijk welzijn.

## Vernieuwingen per 1 september 2018
De complexiteit van de maatschappelijke realiteit bracht de regering tot een flexibilisering van het erfrecht die toelaat om in te spelen op de veelheid aan familievormen, het erfrecht werd ingrijpend herzien bij wet van 31 juli 2017, ingevoerd per 1 september 2018. Men kan nu met behulp van een testament het erfrecht meer op maat aanpassen aan de eigen specifieke situatie.

### Erfovereenkomst
Het wettelijk verbod op erfovereenkomsten blijft behouden maar de wettelijke uitzonderingen worden uitgebreid. Er is een globale erfovereenkomst (familiepact) ingevoerd die toelaat dat erflater met alle kinderen een regeling treft over de verdeling van de nalatenschap na overlijden. Daarbij kan rekening worden gehouden met schenkingen uit het verleden en er kunnen in het familiepact zelf schenkingen worden gedaan. Ook kunnen andere voordelen aan één of meer kinderen worden toegekend, waaronder de zogenaamde dienstengiften. Een erfovereenkomst is enkel mogelijk met alle kinderen en op voorwaarde dat een subjectief evenwicht wordt bereikt.
Met een zogenaamde punctuele erfovereenkomst kan een erflater per 1 september 2018 met de erfgenamen afspreken dat zij akkoord gaan met de waarde van een schenking die men doet aan iemand binnen de familie of aan een niet-erfgenaam. Met deze nieuwe mogelijkheid die bekend is in het Duitse erfrecht maar bijvoorbeeld niet in het Nederlandse erfrecht, wordt het risico op familieconflicten na een overlijden ingeperkt. Volgens specialisten is deze wijziging de belangrijkste hervorming van het nieuwe Belgische erfrecht.

### Huwelijksvermogensrecht
In het huwelijksvermogensrecht dat sinds september 2018 geldt, kunnen hertrouwers met kinderen elkaar volledig onterven, dus ook elkaar het vruchtgebruik op de gezinswoning ontnemen. Daarop aansluitend kan In het nieuwe erfrecht de plusouder niet langer het vruchtgebruik opeisen op goederen die de overleden ouder al schonk aan zijn kinderen.

## Erfkeuze
Na het openvallen van de nalatenschap dient de erfgerechtigde een erfkeuze te maken. De erfgerechtigde kan de nalatenschap zuiver aanvaarden, verwerpen of aanvaarden onder voorrecht van boedelbeschrijving (art. 4.34 BW).
Opteert de erfgerechtigde voor de zuivere aanvaarding, dan neemt die de hoedanigheid aan van erfgenaam, of erfopvolger (art. 4.2, tweede lid BW). Zuiver aanvaardende erfgenamen zijn evenwel ook gehouden tot de betaling van de schulden en de lasten van de nalatenschap (art. 4.98, eerste lid BW). De schuldeisers van de nalatenschap kunnen eventueel wel de scheiding van de boedels vorderen (art. 4.99 BW).
Opteert de erfgerechtigde voor de verwerping, dan wordt deze geacht nooit erfgerechtigde te zijn geweest (art. 4.39, tweede lid BW).
Opteert de erfgerechtigde voor de aanvaarding onder voorrecht van boedelbeschrijving, dan dient er een boedelbeschrijving te worden opgemaakt door een notaris (art. 4.50 BW) en moet de nalatenschapsboedel worden beheerd en vereffend (art. 4.53 tot 4.57 BW). De aanvaarding onder voorrecht van boedelbeschrijving verhinderd dat de nalatenschap wordt vermengd met het vermogen van de erfgenaam (art. 4.52, eerste lid BW). De erfgenaam is gehouden tot de betaling van de schulden en lasten van de nalatenschap, maar slechts ten belope van wat hij of zij uit de nalatenschap verkrijgt.

## Geschiedenis
Het gecodificeerd Belgisch erfrecht stamt uit de tijd van Napoleon en werd aanvankelijk geregeld door de artikelen 718 tot 892/8 van het Oud Burgerlijk Wetboek. Naar aanleiding van het baanbrekende arrest van het Europees Hof voor de Mensenrechten in de zaak Marcxk tegen België, vond begin 1980er jaren een eerste modernisering plaats, alleengaande vrouwen mochten niet beperkt worden in mogelijkheden aan hun kinderen na te laten. In 2003 werd het erfrecht ingrijpend veranderd, waarbij vooral de erfopvolging van de langstlevende echtgenoot werd herzien.
Per september 2018 volgde een grondige herziening van zowel het erfrecht als het huwelijksvermogensrecht met als nieuwe mogelijkheid het sluiten van een erfovereenkomst over een nog niet opengevallen nalatenschap en uitbreiding van de mogelijkheid kinderen uit eerdere huwelijken te verzorgen. Een andere nieuwigheid is de afschaffing van het voorbehouden erfdeel voor de ouders, dat was er voorheen wel als hun overleden kind zelf geen kinderen had en eenzelfde moment van waardering voor roerende en onroerende goederen. Tegelijk kreeg Vlaanderen een hervormde erfbelasting. Een overgangswet regelt hoe er moet worden omgegaan met testamenten die vóór de herzieningen zijn opgesteld. In 2022 werden de bepalingen van het erfrecht gehercodificeerd in boek 4 in het Burgerlijk Wetboek.